# Cala Torta
Cala Torta (‚Torten-Bucht‘) ist eine kleine Bucht mit breitem Sandstrand im Nordosten der spanischen Baleareninsel Mallorca. Sie befindet sich 8 Kilometer nordöstlich der Kleinstadt Artà an der Mündung der sich kurz zuvor vereinigenden Sturzbäche Torrent de na Sorda (auch Torrent de sa Font des Pi) und Torrent des Castellot, die selten Wasser führen.

## Lage und Beschreibung

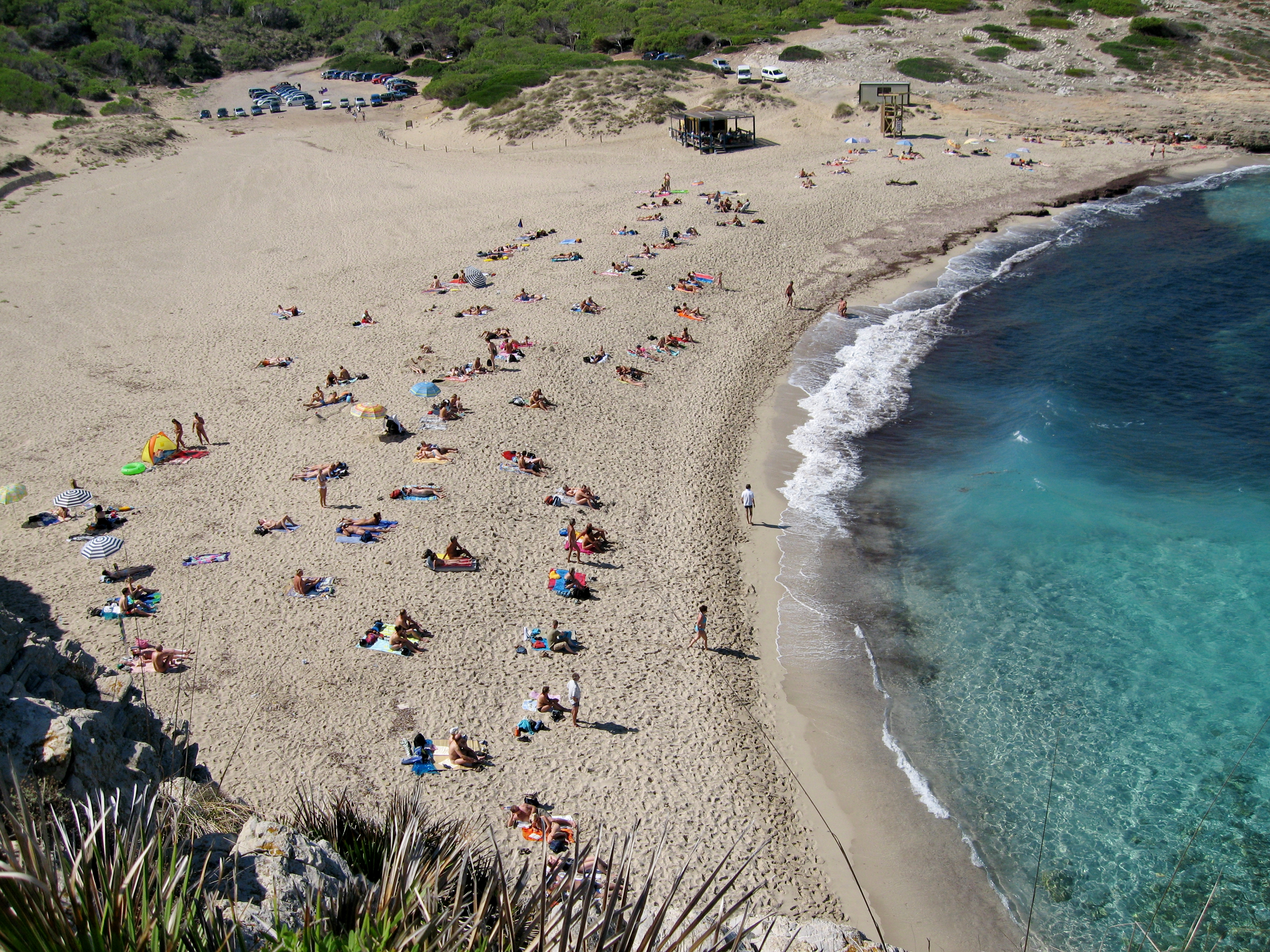
Strand der Cala Torta

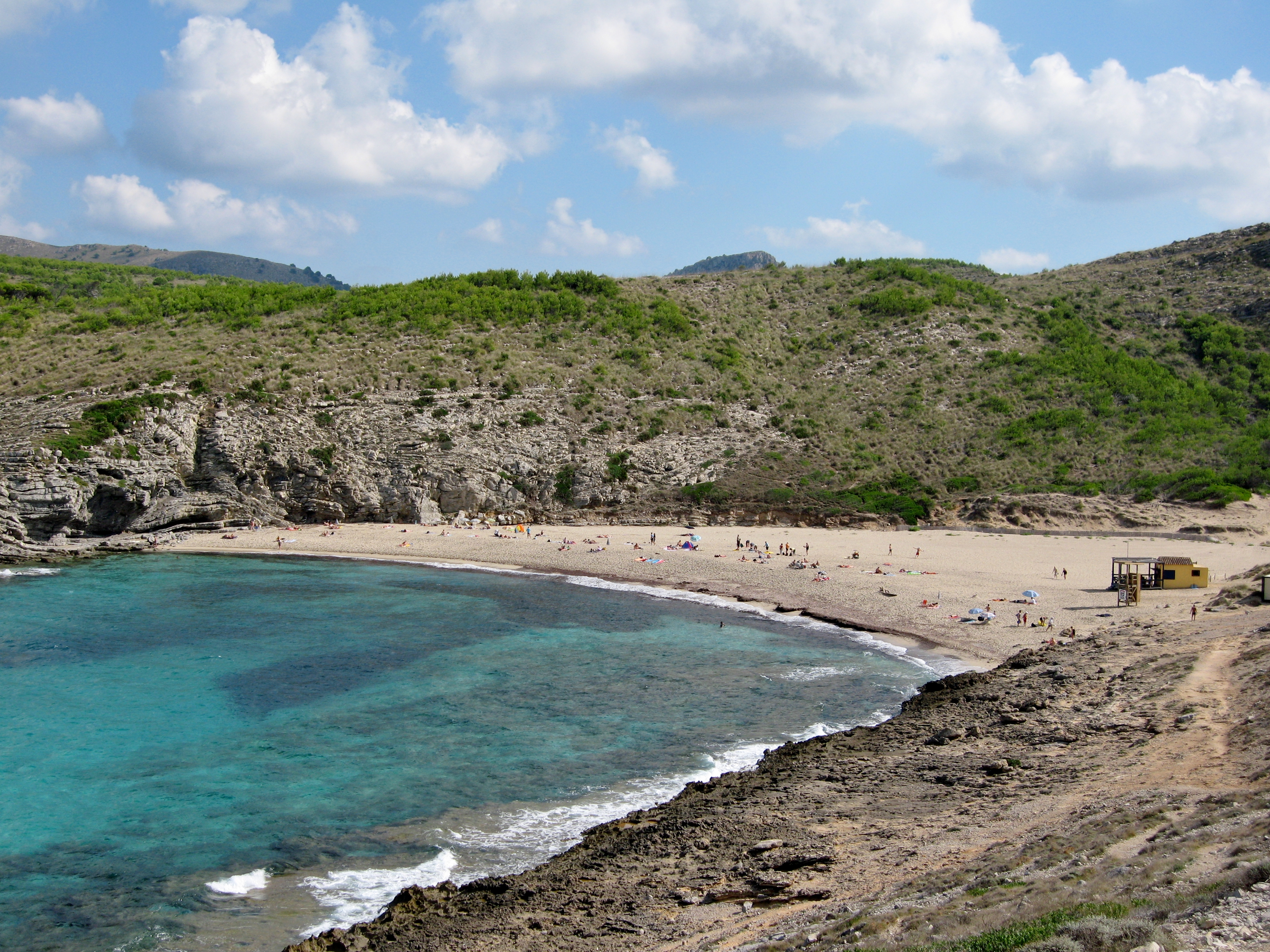
Blick von Nordwesten auf die Bucht

Gelegen im nordöstlichen Teil der Gemeinde Artà, im Gebiet von sa Duaia, ist die Cala Torta von Artà aus über eine Landstraße erreichbar, die durch unberührte Natur führt. Sie ist die östlichste Bucht des Gemeindegebietes, der sich unmittelbar westlich die Cala Mitjana und die Cala Estreta anschließen. An diesem Küstenabschnitt war der Bau von Hotels geplant, der aber an fehlenden finanziellen Mitteln und der Trinkwasserknappheit der Gegend scheiterte. Heute wird dort keine Baugenehmigung mehr erteilt. Der Küstenabschnitt ist so gut wie unbewohnt.
Der Strand der Cala Torta ist für Kinder weniger geeignet, da er tief ins Meer abfällt. Er wird nicht gereinigt, was Seegrasablagerungen zur Folge hat. Der Wellengang ist mäßig, selten auch stark und es kann zu gefährlichen Strömungen kommen. Die Bucht wird unregelmäßig durch Rettungsschwimmer überwacht. Der Bootsverkehr ist minimal. Am Strand wird teilweise auch nackt gebadet.
Der schlechte Zustand der Zufahrtswege bis zum Jahre 2005 war wahrscheinlich der Grund für den ausbleibenden Massentourismus an dieser Bucht, allerdings hat in letzter Zeit der Zulauf von Besuchern stark zugenommen. Die Landstraße vom 12 Kilometer entfernten Artà wurde mit Ausnahme der unmittelbaren Zufahrt zum Strand Anfang 2006 saniert. An der Cala Torta befindet sich eine kleine Strandbar, die in den Sommermonaten geöffnet war, im Juli 2019 jedoch schließen musste. Sie soll abgebaut und durch einen saisonal abbaubaren Chiringuito ersetzt werden. Oberhalb der Bucht, in einer Entfernung von 1,5 Kilometern, liegt an einem Hang mit Zufahrt zur Straße das Herrenhaus Sa Duaia, in dem Zimmer vermietet werden und ein Restaurant eingerichtet ist.

## Zugang
Von Artà kommend folgt man der Landstraße MA-15 in Richtung Cala Rajada und biegt dann hinter der Tankstelle links in die Zufahrt zur Cala Torta ein. Nach etwa 10 Kilometer wird eine ausgeschilderte Gabelung erreicht, von der das letzte Stück auf einem Karrenweg zu Fuß zur Bucht abgestiegen wird.
Die Cala Torta ist auch auf einem Wanderweg von Cala Mesquida aus in Richtung Westen zugänglich. Auf diesem wird kurz vor Erreichen der Bucht die Gemeindegrenze zwischen Capdepera und Artà überschritten.